# Młodzieżowe Indywidualne Mistrzostwa Szwecji na Żużlu 1996
Młodzieżowe Indywidualne Mistrzostwa Szwecji na Żużlu 1996 – cykl turniejów żużlowych, mających wyłonić najlepszych szwedzkich żużlowców w kategorii do 21 lat, w sezonie 1996. Tytuł wywalczył Emil Lindqvist.

## Finał
- Hallstavik, 23 sierpnia 1996

| Msc. | Zawodnik               | Klub        | Pkt   |  |  |
| ---- | ---------------------- | ----------- | ----- |  |  |
| 1    | Emil Lindqvist         | Rospiggarna | 13 +3 |  |  |
| 2    | Peter I. Karlsson      | Indianerna  | 13 +2 |  |  |
| 3    | Anders Henriksson      | Vetlanda    | 11 +3 |  |  |
| 4    | Patrik Dybeck          | Rospiggarna | 11 +2 |  |  |
| 5    | Tomas Messing          | Rospiggarna | 10    |  |  |
| 6    | Benny Olsson           | Vargarna    | 9     |  |  |
| 7    | Andreas Jonsson        | Rospiggarna | 9     |  |  |
| 8    | Martin Svensson        | Vargarna    | 8     |  |  |
| 9    | Kenny Olsson           | Eskilstuna  | 7     |  |  |
| 10   | Tomas Ljung            | Vetlanda    | 6     |  |  |
| 11   | Daniel Nermark         | Karlstad    | 6     |  |  |
| 12   | Robert Palovaara       | Karlstad    | 5     |  |  |
| 13   | Niklas Aspgren         | Masarna     | 4     |  |  |
| 14   | Roger Olsson           | Rospiggarna | 3     |  |  |
| 15   | Joonas Kylmäkorpi      | Bysarna     | 3     |  |  |
| 16   | Tobias Johansson       | Vetlanda    | 1     |  |  |
| 17   | rez. Andreas Bergström | Masarna     | 1     |  |  |